# جون كروسبي (موزع)
جون كروسبي (بالإنجليزية: John Crosby)‏ هو موزع أمريكي، ولد في 12 يوليو 1926 في نيويورك في الولايات المتحدة، وتوفي في 15 ديسمبر 2002 في رانتشو ميراج في الولايات المتحدة.

## وصلات خارجية
- جون كروسبي على موقع مونزينجر (الألمانية)